# Y Kant Tori Read
Y Kant Tori Read ist das einzige Album der gleichnamigen Band und das erste, an dem Tori Amos beteiligt war. Es wurde am 6. Januar 1988 von Atlantic Records veröffentlicht. Produzent war Joe Chiccarelli.

## Produktion
Die Band Y Kant Tori Read bestand etwa zwei Jahre lang, ursprünglich aus Amos als Sängerin und am Keyboard, dem Gitarristen Steve Caton (der bis 1999 auf allen Soloalben von Amos zu hören sein wird), dem Schlagzeuger Matt Sorum und dem Bassisten Brad Cobb. Sie probten drei Mal in der Woche, nahmen ein Demo mit fünf Amos-Originalen auf – von denen aber keines auf dem Album enthalten ist – und wurden schließlich von Atlantic Records unter Vertrag genommen.
Auf dem veröffentlichten Album sind neben Amos von den ursprünglichen Mitgliedern lediglich Sorum und Caton zu hören – Atlantic hatte auf die Einbeziehung ausgefeilterer Studiomusiker gedrängt. Insgesamt sollen etwa 30 Musiker an dem Album beteiligt gewesen sein. Der Keyboarder Kim Bullard wurde ein fester Bestandteil der Band, ebenso wie der Gitarrist Steve Farris und der Perkussionist Paulinho Da Costa.
Die Produktion des in Hollywood aufgenommenen Albums nahm acht Monate in Anspruch. Atlantic war auf der Suche nach der nächsten Pat Benatar und verpflichtete deren Produzenten, Joe Chiccarelli. Später erzählte dieser, dass er immer davon ausgegangen sei, dass es sich um ein Soloprojekt von Amos gehandelt habe, und dass die Vermarktung als Band lediglich der Zeit geschuldet sei.
Auf dem Cover ist Amos mit hochgesteckten, dauergewellten Haaren und einem Schmollmund zu sehen; sie trägt einen Wonderbra unter einer Lederweste und hält ein Schwert über dem Kopf. Dem entgegen steht die Musik – nicht Glam Metal, sondern Pop „mit einer harten Kante“. Das Album enthält eine Vielzahl von Musikstilen, die über die typische Verwendung von Rockgitarre, Bass und Schlagzeug hinausgehen; es gibt auch afrikanische Trommelschläge, jazzige Bässe und Dudelsäcke.
In der Presseveröffentlichung von Atlantic hieß es, Y KANT TORI READ sei der Name einer Kriegerin – eine Frau, die nicht lesen kann und es auch nicht muss, weil sie mit Musik spricht, die das mächtigste Kommunikationsmedium sei. Der Name ist eine Anspielung auf Amos’ Zeit am Peabody Institute, wo sie zwar in der Lage war, Lieder auf dem Klavier zu spielen, nachdem sie sie einmal gehört hatte, aber nie in der Lage war, Noten zu lesen.
Aufgrund der schlechten Verkaufszahlen stellte Atlantic die Promotion des Albums nach nur zwei Monaten nach der Veröffentlichung vollständig ein. Auf Amos’ Wunsch hin wurde das Album zunächst nicht wiederveröffentlicht, bis es im Jahr 2017 digital remastered in limitierter Auflage auf CD (im Zuge des Record Store Day des Jahres) und auf Streaming-Diensten veröffentlicht wurde.

## Songs
Die erste Single aus dem Album, The Big Picture, handelt von der Überwindung von Hindernissen und davon, den Kopf aus der Dunkelheit zu ziehen und das große Ganze zu sehen, anstatt sich ständig Sorgen zu machen. Dazu gab es das einzige Video zum Album, das weithin belächelt wurde und einer Parodie auf die kitschigsten Exzesse der 1980er Jahre nahe kommt. Von der Band ist nur Amos im Video zu sehen.
Die zweite Single aus dem Album, Cool on Your Island, hat einen im Vergleich zu Amos’ folgendem Werk simplen Text. Sie hat den Song im Laufe ihrer Karriere immer wieder live gespielt, viel häufiger als jeden anderen Song auf dem Album. Er wurde zu Promotionszwecken auch als B-Seite eines Samplers mit Groovy Kind of Love von Phil Collins veröffentlicht. Das Erwähnen dieses Umstands hat Amos im Jahr 1990 vor dem Auspumpen ihres Magens gerettet – die Polizisten in der Nähe von Aachen waren offenbar Fans von Collins und ließen sie und ihre Freundin, die zuvor in Amsterdam „eingekauft“ hatten, daraufhin weiterfahren.
Fire on the Side kommt einer Power-Ballade im Stil von Diane Warren am nächsten. Floating City gibt einen Vorgeschmack auf die träumerischen und abstrakten Bilder, die Amos auf zukünftigen Aufnahmen verwenden wird. On the Boundary gibt einen frühen Eindruck von Amos’ stimmlichem Können. You Go to My Head ist einer der vielen Tracks, die wie ein Ausschnitt aus einem Soundtrack eines Films aus den 1980er Jahren klingen. Etienne ist wie ein historischer Roman, mit schwärmerischen Jungfrauen und ernsthaften jungen Herren, die durch die Lande reiten, um Unrecht zu berichtigen und sich in unschuldige Jungfrauen zu verlieben.

## Rezeptionen
Das Album erhielt eher negative Kritiken und wurde von den Plattenkäufern weitgehend ignoriert.
Terry Staunton schrieb im New Musical Express, es seien zehn Tracks müder Pop-Metal, zugeschnitten auf MTV, den man musikalisch am besten vergessen solle. Das Magazin Billboard gestand Amos eine ansprechende Stimme zu. In Kerrang wurde das Album als „strange but brilliant“ (seltsam, aber großartig) beschrieben.

## Die Sicht von Tori Amos
Amos selbst sagte, dass das Album ein entscheidender Punkt für sie als Autorin sei; einige Dinge darauf würden funktionieren, andere nicht, und sie glaube, sie habe dabei das Vertrauen in ihre Arbeit verloren; sie habe das Album nicht aus Liebe zur Musik gemacht, sondern weil sie den Jungs, die sie mit 13 verprügelt hätten, etwas beweisen wolle.
Das Positive daran sei, dass sie aufgrund dieser Erfahrung danach ganz anders Klavier spiele. Es sei nicht um Frage gegangen, ob es eine gute oder schlechte Platte sei, es war die letzte Sache, die ihr klar machte, dass sie Musik machen muss, um sie auszudrücken, und es lehrte sie, keine Angst davor zu haben, sich zu exponieren.

## Titelliste
Die Songschreiber sind in Klammern aufgeführt.
1. The Big Picture (Amos, Bullard) – 4:19
2. Cool on Your Island (Amos, Bullard) – 4:57
3. Fayth (Amos, Cobb) – 4:23
4. Fire on the Side (Amos) – 4:53
5. Pirates (Amos, Bullard) – 4:16
6. Floating City (Amos) – 5:22
7. Heart Attack at 23 (Amos) – 5:16
8. On the Boundary (Amos) – 4:38
9. You Go to My Head (Amos) – 3:55
10. Etienne Trilogy – 6:45
  1. The Highlands (Amos, Bullard)
  2. Etienne (Amos)
  3. Skyeboat Song (Traditional)